# Emil Ponfick

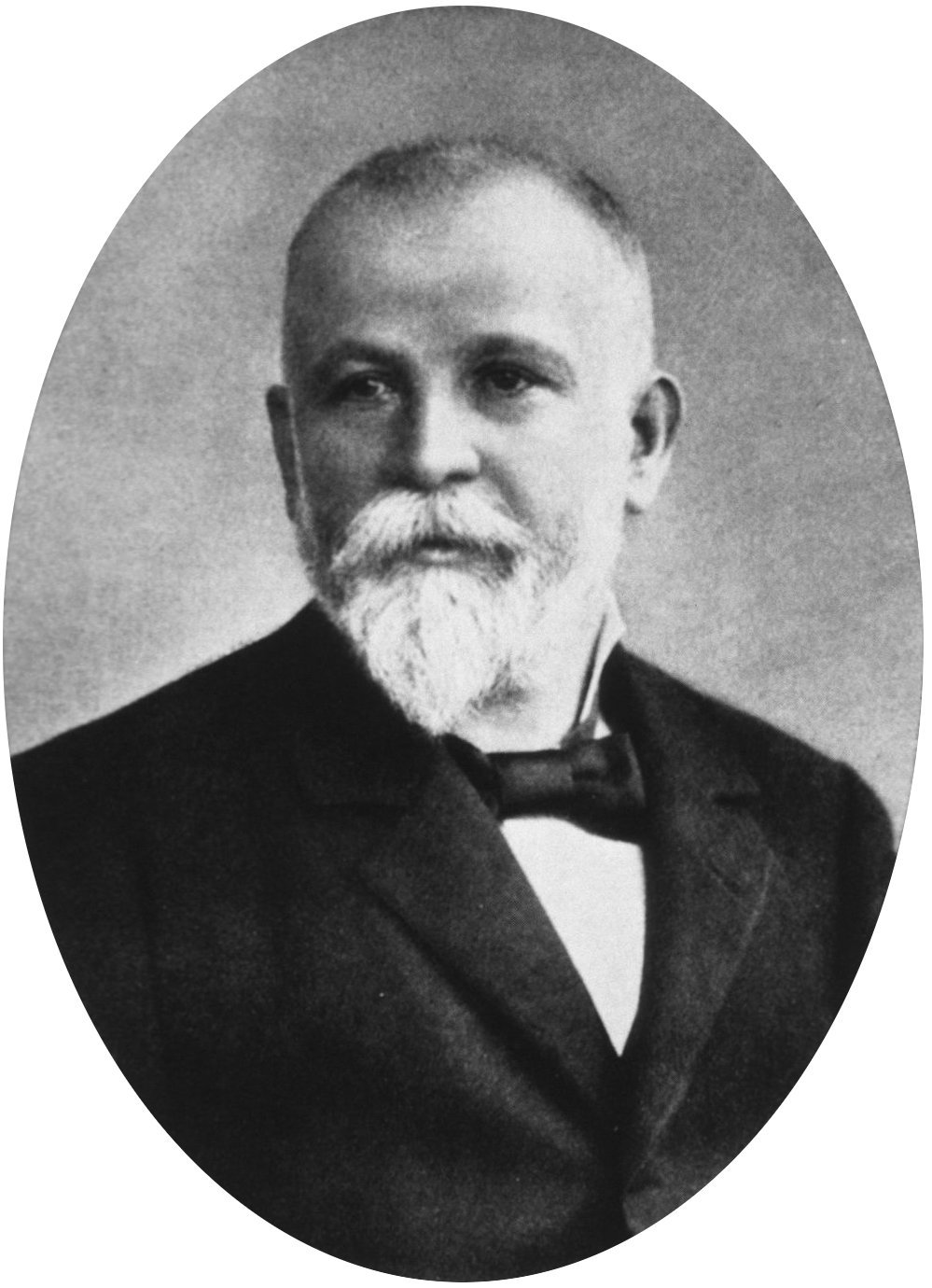
Emil Ponfick

(Klemens) Emil Ponfick (* 3. November 1844 in Frankfurt am Main; † 3. November 1913 in Breslau) war ein deutscher Pathologe.

## Leben
Ponfick studierte Medizin an der Eberhard-Karls-Universität Tübingen und der Albert-Ludwigs-Universität Freiburg. Zum Dr. med. promovierte er 1867 an der Ruprecht-Karls-Universität Heidelberg, wo er Assistent von Karl Otto Weber war. In Folge wurde er Assistent von Friedrich Daniel von Recklinghausen in Würzburg und von 1868 bis 1873 von Rudolf Virchow am Pathologischen Institut in Berlin. 
Seine erste ordentliche Professur (für Pathologische Anatomie) erhielt er 1873 an der Universität Rostock als Nachfolger von Theodor Ackermann. 1876 wechselte er als Ordinarius an die Georg-August-Universität Göttingen. 1878 beerbte er Julius Friedrich Cohnheim als Ordinarius und Direktor des Pathologisch-anatomischen Instituts der Schlesischen Friedrich-Wilhelms-Universität Breslau. 1890 wurde Ponfick zum Geheimen Medizinalrat ernannt. 1892/93 war er Rektor der Universität Breslau. Diese Stelle behielt er bis zu seinem Tode 1913.
1904 war Ponfick Vorsitzender der 7. Tagung der Deutschen Pathologischen Gesellschaft in Berlin sowie der 8. Tagung in Breslau. 1880 wurde er zum Mitglied der Leopoldina gewählt.
Sein Sohn war der Jurist Hans Ponfick (1883–1946).

## Forschungen
Ponfick wurde vor allem bekannt durch seine Pionierforschung zur Aktinomykose und die Erkenntnis, dass Aktinomyzeten (Actinomycetaceae) die entscheidende Rolle spielen. 1882 veröffentlichte er die Analyse Die Aktinomykose des Menschen, eine neue Infektionskrankheit.
1874 warnte Ponfick vor den Gefahren vor der Bluttransfusion von Tier zu Mensch. Grund war der Tod eines Patienten, der Blut von einem Schaf erhalten hatte. Im darauffolgenden Jahr wurden seine Bedenken durch statistische Daten von Leonard Landois an der Universität Greifswald bestätigt.

## Schriften
- Ueber die pathologisch-anatomische Veränderungen der inneren Organen bei tödtlich verlaufenden Erysipelen. Inaugural-Dissertation, Heidelberg 1867.
- Anatomische Studien über den Typhus recurrens.
- Experimentelle Beiträge zur Lehre von der Transfusion.
- Über die Wandlungen des Lammblutes im menschlichen Organismus.
- Über die plötzlichen Todesfälle nach schweren Verbrennungen.
- Handbuch der Krankheiten des Chylopoetischen Apparates II. Die Krankheiten der Leber. Bearbeitet von E. Ponfick, Th. Thierfelder, O. Schüppel, O. Leichtenstern, A. Heller: 1878
- Ueber Actinomykose. Berliner klinische Wochenschrift, 1880, 17: 660–661.
- Die Actinomykose des Menschen, eine neue Infectionskrankheit. Berlin, 1882.
- Über die Gemeingefährlichkeit des essbaren Morchel.
- Experimentelle Beiträge zur Pathologie der Leber.
- Über Recreations der Leber beim Menschen.
- Über das Wesen der Krankheit und die Wege der Heilung. Rektoratsrede, 1892.
- Über Metastasen und deren Heilung.
- Über Fettnekrose des Pancreas.
- Über die eitrigen Erkrankungen des Mittelohres im frühen Kindesalter.
- Zur Lehre vom Myxoedem.
- Über Placenta praevia caervicalis.
- Myxoedem und Hypophysis.
- Topographischer Atlas der medizinisch-chirurgischen Diagnostik. Jena, 1901.
- Pathologisch-anatomisches Institut. Festschrift zur Feier des 100jährigen Bestehens der Universität Breslau, 1911.
- Das pathologisch-anatomische Institut. Gesundheits- und Wohlfahrtspflege der Königlichen Haupt- und Residenzstadt Breslau. Neuauflage der Festschrift, 1912.
- Untersuchungen über die exsudative Nierenentzündung. Text und Atlas. Jena, 1914.